# SAYUMINGLANDOLL〜メモリアル〜
『SAYUMINGLANDOLL〜メモリアル〜』（サユミンランドール～メモリアル～）は、2019年7月24日にアップフロントワークス（同レーベル）から発売された道重さゆみのベストアルバム。

## 収録曲
1. OK!生きまくっちゃえ
作詞：大森靖子、作曲：K2-Dee、編曲：大久保薫
2. 白い羽根
作詞：大森靖子、作曲：K2-Dee、編曲：大久保薫
3. Fantasyが始まる(Michishige Ver.)
作詞・作曲：つんく、編曲：大久保薫
4. 彼と一緒にお店がしたい!(Michishige Ver.)
作詞・作曲：つんく、編曲：大久保薫
5. 再生〜わたしはここにいるわ〜
作詞：児玉雨子、作曲・編曲：大久保薫
6. SAYUMINGLANDOLLオープニングテーマ〜キラキラは1日にして成らず！〜
作詞・作曲：つんく、編曲：大久保薫
7. ダーリン、寂しいな
作詞・作曲：つんく、編曲：大久保薫
8. EIGAをみてよ
作詞・作曲：大森靖子、編曲：大久保薫
9. Loneliness Tokyo
作詞・作曲：つんく、編曲：大久保薫
10. SHIBUYAのファビュラス
作詞・作曲：大森靖子、編曲：大久保薫
11. Stay with my heart(updated)
作詞・作曲：つんく、編曲：江上浩太郎
12. Let's go Yeah〜会えたらいいな〜
作詞・作曲：つんく、編曲：大久保薫
13. KILAi STAR LIGHT
作詞・作曲：大森靖子、編曲：大久保薫
14. It's You
作詞・作曲：つんく、編曲：田中直
15. 歩いてる(updated)
作詞・作曲：つんく、編曲：大久保薫
16. シャバダバ ドゥ〜
作詞・作曲：つんく、編曲：田中直
17. ラララのピピピ
作詞・作曲：つんく、編曲：大久保薫

### 初回限定盤DVD
1. OK!生きまくっちゃえ(Music Video)
2. Loneliness Tokyo(Dance shot ver.)
3. 「再生〜わたしはここにいるわ〜」 SAYUMINGLANDOLL～再生～より
4. 「SAYUMINGLANDOLLオープニングテーマ ～キラキラは１日にして成らず！～」 SAYUMINGLANDOLL～宿命～より
5. 「SHIBUYAのファビュラス」SAYUMINGLANDOLL～東京～より
6. ジャケット＆Music Video 撮影メイキング映像